# Campeonato da Europa de Atletismo de 2016 - 100 m feminino
A prova dos 100 metros feminino do Campeonato da Europa de Atletismo de 2016 foi disputada entre os dias 7 e 8 de julho de 2016 no Estádio Olímpico de Amsterdã em Amesterdão,  nos Países Baixos. 

## Recordes
Antes desta competição, os recordes mundiais e do campeonato nesta prova eram os seguintes:
|                       | Nome                     | Nacionalidade  | Tempo  | Local        | Data                 |
| --------------------- | ------------------------ | -------------- | ------ | ------------ | -------------------- |
| Recorde mundial       | Florence Griffith Joyner | Estados Unidos | 10s 49 | Indianápolis | 16 de julho de 1988  |
| Recorde do campeonato | Christine Arron          | França         | 10s 73 | Budapeste    | 19 de agosto de 1988 |
| Recorde europeu       | Christine Arron          | França         | 10s 73 | Budapeste    | 19 de agosto de 1988 |

## Medalhistas
| Ouro                  | Prata                    | Bronze                  |
| Dafne Schippers (NED) | Ivet Lalova-Collio (BUL) | Mujinga Kambundji (SUI) |

## Cronograma
Todos os horários são locais (UTC+2).
| Data       | Hora  | Evento    |
| ---------- | ----- | --------- |
| 7 de julho | 12:45 | Bateria   |
| 8 de julho | 19:15 | Semifinal |
| 8 de julho | 21:45 | Final     |

## Resultados

### Bateria
Qualificação: 4 atletas de cada bateria  (Q) mais os 3 melhores qualificados (q).
Vento:
Bateria 1: -0,5 m / s, Bateria 2: -0,4 m / s, Bateria 3: -1,0 m / s
| Posição | Bateria | Raia | Atleta                   | Nacionalidade | Tempo | Notas                |
| ------- | ------- | ---- | ------------------------ | ------------- | ----- | -------------------- |
| 1       | 1       | 1    | Rebekka Haase            | Alemanha      | 11.23 | Q                    |
| 2       | 1       | 6    | Ramona Papaioannou       | Chipre        | 11.36 | Q                    |
| 2       | 1       | 4    | Naomi Sedney             | Países Baixos | 11.36 | Q,                   |
| 4       | 2       | 4    | Olesya Povh              | Ucrânia       | 11.37 | Q                    |
| 5       | 1       | 3    | Inna Eftimova            | Bulgária      | 11.39 | Q                    |
| 6       | 3       | 2    | Gloria Hooper            | Itália        | 11.40 | Q                    |
| 7       | 2       | 8    | Maja Mihalinec           | Eslovênia     | 11.41 | Q                    |
| 8       | 3       | 8    | Lorène Dorcas Bazolo     | Portugal      | 11.44 | Q                    |
| 9       | 3       | 3    | Ezinne Okparaebo         | Noruega       | 11.45 | Q                    |
| 9       | 1       | 8    | Salomé Kora              | Suíça         | 11.45 | q,                   |
| 11      | 1       | 7    | Irene Siragusa           | Itália        | 11.55 | q                    |
| 11      | 1       | 2    | Maria Belibasaki         | Grécia        | 11.55 | q                    |
| 13      | 2       | 5    | Amy Foster               | Irlanda       | 11.57 | Q                    |
| 14      | 3       | 5    | Marika Popowicz-Drapała  | Polónia       | 11.61 | Q                    |
| 15      | 2       | 2    | Jennifer Galais          | França        | 11.64 | Q                    |
| 15      | 3       | 7    | Estela García            | Espanha       | 11.64 |                      |
| 17      | 3       | 6    | Anasztázia Nguyen        | Hungria       | 11.66 | Recorde da temporada |
| 18      | 2       | 7    | Alexandra Bezeková       | Eslováquia    | 11.71 |                      |
| 19      | 2       | 3    | Andreea Ograzeanu        | Roménia       | 11.73 |                      |
| 20      | 3       | 4    | Lina Grinčikaitė Samuolė | Lituânia      | 11.77 |                      |
| 21      | 2       | 6    | Marisa Lavanchy          | Suíça         | 11.89 |                      |
| 22      | 1       | 5    | Charlotte Wingfield      | Malta         | 11.90 |                      |

### Semifinal
Qualificação: 2 atletas de cada bateria  (Q) mais os  2 melhores qualificados (q). 
Vento:
Bateria 1: -1,0 m / s, Bateria 2: -0,4 m / s, Bateria 3: -0,2 m / s
| Posição | Bateria | Raia | Atleta                  | Nacionalidade | Tempo | Notas  |
| ------- | ------- | ---- | ----------------------- | ------------- | ----- | ------ |
| 1       | 1       | 5    | Dafne Schippers*        | Países Baixos | 10.96 | Q      |
| 2       | 3       | 4    | Desiree Henry*          | Grã-Bretanha  | 11.09 | Q      |
| 3       | 3       | 7    | Mujinga Kambundji*      | Suíça         | 11.23 | Q      |
| 4       | 2       | 5    | Ivet Lalova-Collio*     | Bulgária      | 11.26 | Q      |
| 5       | 2       | 4    | Tatjana Pinto*          | Alemanha      | 11.27 | Q      |
| 6       | 2       | 6    | Nataliya Pohrebnyak*    | Ucrânia       | 11.27 | q      |
| 7       | 3       | 5    | Floriane Gnafoua*       | França        | 11.32 | q      |
| 8       | 3       | 6    | Olesya Povh             | Ucrânia       | 11.35 |        |
| 9       | 1       | 6    | Asha Philip*            | Grã-Bretanha  | 11.37 | Q      |
| 10      | 3       | 9    | Ezinne Okparaebo        | Noruega       | 11.44 |        |
| 10      | 3       | 8    | Naomi Sedney            | Países Baixos | 11.44 |        |
| 12      | 1       | 7    | Rebekka Haase           | Alemanha      | 11.46 |        |
| 13      | 2       | 8    | Gloria Hooper           | Itália        | 11.48 |        |
| 14      | 1       | 9    | Ramona Papaioannou      | Chipre        | 11.55 |        |
| 15      | 1       | 8    | Maja Mihalinec          | Eslovênia     | 11.55 |        |
| 16      | 2       | 7    | Lorène Dorcas Bazolo    | Portugal      | 11.57 |        |
| 17      | 2       | 9    | Jennifer Galais         | França        | 11.62 |        |
| 17      | 1       | 3    | Maria Belibasaki        | Grécia        | 11.62 |        |
| 17      | 3       | 3    | Amy Foster              | Irlanda       | 11.62 |        |
| 20      | 2       | 3    | Salomé Kora             | Suíça         | 11.65 |        |
| 21      | 2       | 2    | Marika Popowicz-Drapała | Polónia       | 11.68 |        |
| 22      | 3       | 2    | Irene Siragusa          | Itália        | 11.78 |        |
| 23      | 1       | 2    | Inna Eftimova           | Bulgária      | 11.85 |        |
| 24      | 1       | 4    | Stella Akakpo*          | França        | DSQ   | R162.7 |

*Atletas que entraram direto nas  semifinais

### Final

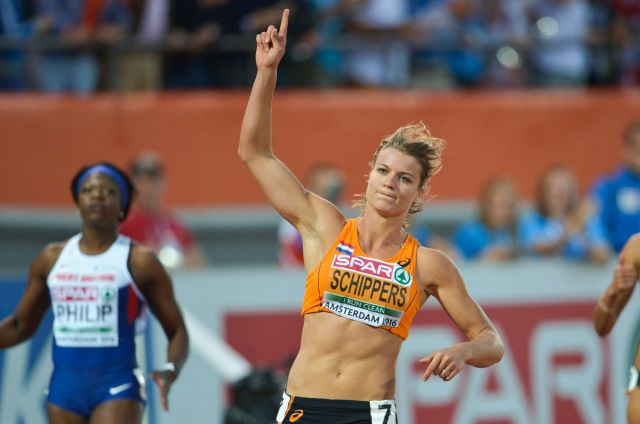
Schippers ganha a final

Vento: -0,2 m / s 
| Posição           | Raia | Atleta              | Nacionalidade | Tempo | Notas |
| ----------------- | ---- | ------------------- | ------------- | ----- | ----- |
| Medalha de ouro   | 7    | Dafne Schippers     | Países Baixos | 10.90 |       |
| Medalha de prata  | 6    | Ivet Lalova-Collio  | Bulgária      | 11.20 |       |
| Medalha de bronze | 4    | Mujinga Kambundji   | Suíça         | 11.25 |       |
| 4                 | 9    | Asha Philip         | Grã-Bretanha  | 11.27 |       |
| 5                 | 2    | Nataliya Pohrebnyak | Ucrânia       | 11.28 |       |
| 6                 | 8    | Tatjana Pinto       | Alemanha      | 11.33 |       |
| 7                 | 3    | Floriane Gnafoua    | França        | 11.36 |       |
|                   | 5    | Desiree Henry       | Grã-Bretanha  | DNF   |       |

Legenda
| Recorde mundial       | Recorde mundial (World record)               |                       | Recorde africano                      | Recorde africano (African) |                                           | Q | Classificado por posição (Qualified) |
| Recorde do campeonato | Recorde do campeonato (Championship record)  | Recorde da América    | Recorde da América (Americas)         | q                          | Classificado por melhor tempo (Qualified) |   |                                      |
| Melhor marca do ano   | Melhor marca do ano (World leading)          | Recorde asiático      | Recorde asiático (Asian)              | DNS                        | Não largou (Did not start)                |   |                                      |
| Recorde nacional      | Recorde nacional (National record)           | Recorde europeu       | Recorde europeu (European)            | DNF                        | Não terminou (Did not finish)             |   |                                      |
| Recorde pessoal       | Recorde pessoal do atleta (Personal best)    | Recorde da Oceania    | Recorde da Oceania (Oceania)          | DSQ / DQ                   | Desclassificado (Disqualified)            |   |                                      |
| Recorde da temporada  | Recorde da temporada do atleta (Season best) | Recorde sul-americano | Recorde sul-americano (South America) | NM                         | Sem marca (No mark)                       |   |                                      |